# 3.ª etapa da Volta a Espanha de 2022
A 3.ª etapa da Volta a Espanha de 2022 teve lugar a 21 de agosto de 2022 nos Países Baixos com início e final em Breda sobre um percurso de 193,2 km. Por segundo dia consecutivo, a vitória foi para o irlandês Sam Bennett do Bora-Hansgrohe enquanto o italiano Edoardo Affini do Jumbo-Visma se converteu no novo líder.

## Classificação da etapa
| Breda - Breda | etapa plana | (193,5 km) |

| \| Classificação por etapas \| Classificação por etapas \| Classificação por etapas \| Classificação por etapas \| Classificação por etapas \| \| Ciclista \| Ciclista \| Equipe \| Tempo \| \| \| ------------------------ \| ------------------------ \| ------------------------ \| ------------------------ \| ------------------------ \| \| 1. \| Sam Bennett \| Bora-Hansgrohe \| 4h05m53s \| \| \| 2. \| Mads Pedersen \| Trek-Segafredo \| + 0s \| \| \| 3. \| Daniel McLay \| Arkéa-Samsic \| + 0s \| \| \| 4. \| Bryan Coquard \| Cofidis \| + 0s \| \| \| 5. \| Fabian Lienhard \| Groupama-FDJ \| + 0s \| \| \| 6. \| Tim Merlier \| Alpecin-Deceuninck \| + 0s \| \| \| 7. \| Kaden Groves \| BikeExchange-Jayco \| + 0s \| \| \| 8. \| Cedric Beullens \| Lotto-Soudal \| + 0s \| \| \| 9. \| Pascal Ackermann \| UAE Team Emirates \| + 0s \| \| \| 10. \| Danny van Poppel \| Bora-Hansgrohe \| + 0s \| \| |                  |                    |          |
| |                  |                    |          |
| Fonte: ProCyclingStats |                  |                    |          |
| Classificação por etapas |                  |                    |          |
| Ciclista | Ciclista         | Equipe             | Tempo    |
| 1. | Sam Bennett      | Bora-Hansgrohe     | 4h05m53s |
| 2. | Mads Pedersen    | Trek-Segafredo     | + 0s     |
| 3. | Daniel McLay     | Arkéa-Samsic       | + 0s     |
| 4. | Bryan Coquard    | Cofidis            | + 0s     |
| 5. | Fabian Lienhard  | Groupama-FDJ       | + 0s     |
| 6. | Tim Merlier      | Alpecin-Deceuninck | + 0s     |
| 7. | Kaden Groves     | BikeExchange-Jayco | + 0s     |
| 8. | Cedric Beullens  | Lotto-Soudal       | + 0s     |
| 9. | Pascal Ackermann | UAE Team Emirates  | + 0s     |
| 10. | Danny van Poppel | Bora-Hansgrohe     | + 0s     |

## Classificações ao final da etapa

### Classificação geral
| \| Classificação geral \| Classificação geral \| Classificação geral \| Classificação geral \| Classificação geral \| \| Ciclista \| Ciclista \| Equipe \| Tempo \| \| \| ------------------- \| ------------------- \| ------------------- \| ------------------- \| ------------------- \| \| 1. \| Edoardo Affini \| Jumbo-Visma \| 8h20m07s \| \| \| 2. \| Sam Oomen \| Jumbo-Visma \| + 0s \| \| \| 3. \| Primož Roglič \| Jumbo-Visma \| + 0s \| \| \| 4. \| Sepp Kuss \| Jumbo-Visma \| + 0s \| \| \| 5. \| Mike Teunissen \| Jumbo-Visma \| + 0s \| \| \| 6. \| Robert Gesink \| Jumbo-Visma \| + 0s \| \| \| 7. \| Ethan Hayter \| Ineos Grenadiers \| + 13s \| \| \| 8. \| Richard Carapaz \| Ineos Grenadiers \| + 13s \| \| \| 9. \| Carlos Rodríguez \| Ineos Grenadiers \| + 13s \| \| \| 10. \| Pavel Sivakov \| Ineos Grenadiers \| + 13s \| \| |                  |                  |          |
| |                  |                  |          |
| Fonte: ProCyclingStats |                  |                  |          |
| Classificação geral |                  |                  |          |
| Ciclista | Ciclista         | Equipe           | Tempo    |
| 1. | Edoardo Affini   | Jumbo-Visma      | 8h20m07s |
| 2. | Sam Oomen        | Jumbo-Visma      | + 0s     |
| 3. | Primož Roglič    | Jumbo-Visma      | + 0s     |
| 4. | Sepp Kuss        | Jumbo-Visma      | + 0s     |
| 5. | Mike Teunissen   | Jumbo-Visma      | + 0s     |
| 6. | Robert Gesink    | Jumbo-Visma      | + 0s     |
| 7. | Ethan Hayter     | Ineos Grenadiers | + 13s    |
| 8. | Richard Carapaz  | Ineos Grenadiers | + 13s    |
| 9. | Carlos Rodríguez | Ineos Grenadiers | + 13s    |
| 10. | Pavel Sivakov    | Ineos Grenadiers | + 13s    |

### Classificação por pontos
| Classificação por pontos | Classificação por pontos | Classificação por pontos | Classificação por pontos | Classificação por pontos |
| Ciclista                 | Ciclista                 | Equipe                   | Pontos                   |                          |
| ------------------------ | ------------------------ | ------------------------ | ------------------------ | ------------------------ |
| 1.                       | Sam Bennett              | Bora-Hansgrohe           | 117 pts                  |                          |
| 2.                       | Mads Pedersen            | Trek-Segafredo           | 80 pts                   |                          |
| 3.                       | Pascal Ackermann         | UAE Team Emirates        | 34 pts                   |                          |
| 4.                       | Tim Merlier              | Alpecin-Deceuninck       | 34 pts                   |                          |
| 5.                       | Daniel McLay             | Arkéa-Samsic             | 34 pts                   |                          |
| 6.                       | Thomas De Gendt          | Lotto-Soudal             | 20 pts                   |                          |
| 7.                       | Kaden Groves             | BikeExchange-Jayco       | 19 pts                   |                          |
| 8.                       | Mike Teunissen           | Jumbo-Visma              | 18 pts                   |                          |
| 9.                       | Bryan Coquard            | Cofidis                  | 18 pts                   |                          |
| 10.                      | Ethan Hayter             | Ineos Grenadiers         | 17 pts                   |                          |

### Classificação da montanha
| Classificação da montanha | Classificação da montanha | Classificação da montanha | Classificação da montanha | Classificação da montanha |
| Ciclista                  | Ciclista                  | Equipe                    | Pontos                    |                           |
| ------------------------- | ------------------------- | ------------------------- | ------------------------- | ------------------------- |
| 1.                        | Julius van den Berg       | EF Education-EasyPost     | 3 pts                     |                           |
| 2.                        | Thomas De Gendt           | Lotto-Soudal              | 2 pts                     |                           |
| 3.                        | Thibault Guernalec        | Arkéa-Samsic              | 1 pt                      |                           |

### Classificação dos jovens
| Classificação dos jovens | Classificação dos jovens | Classificação dos jovens | Classificação dos jovens | Classificação dos jovens |
| Ciclista                 | Ciclista                 | Equipe                   | Tempo                    |                          |
| ------------------------ | ------------------------ | ------------------------ | ------------------------ | ------------------------ |
| 1.                       | Ethan Hayter             | Ineos Grenadiers         | 8h20m20s                 |                          |
| 2.                       | Carlos Rodríguez         | Ineos Grenadiers         | + 0s                     |                          |
| 3.                       | Pavel Sivakov            | Ineos Grenadiers         | + 0s                     |                          |
| 4.                       | Luke Plapp               | Ineos Grenadiers         | + 0s                     |                          |
| 5.                       | Remco Evenepoel          | Quick-Step Alpha Vinyl   | + 1s                     |                          |
| 6.                       | Ilan Van Wilder          | Quick-Step Alpha Vinyl   | + 1s                     |                          |
| 7.                       | Kaden Groves             | BikeExchange-Jayco       | + 18s                    |                          |
| 8.                       | Juan Ayuso               | UAE Team Emirates        | + 20s                    |                          |
| 9.                       | João Almeida             | UAE Team Emirates        | + 20s                    |                          |
| 10.                      | Brandon McNulty          | UAE Team Emirates        | + 20s                    |                          |

### Classificação por equipas
| Classificação por equipes | Classificação por equipes | Classificação por equipes | Classificação por equipes |
| Equipe                    | Equipe                    | Tempo                     |                           |
| ------------------------- | ------------------------- | ------------------------- | ------------------------- |
| 1.                        | Jumbo-Visma               | 24h11m01s                 |                           |
| 2.                        | Ineos Grenadiers          | + 13s                     |                           |
| 3.                        | Quick-Step Alpha Vinyl    | + 14s                     |                           |
| 4.                        | BikeExchange-Jayco        | + 31s                     |                           |
| 5.                        | UAE Team Emirates         | + 33s                     |                           |
| 6.                        | Groupama-FDJ              | + 38s                     |                           |
| 7.                        | Bora-Hansgrohe            | + 41s                     |                           |
| 8.                        | Trek-Segafredo            | + 42s                     |                           |
| 9.                        | Bahrain Victorious        | + 42s                     |                           |
| 10.                       | Movistar Team             | + 43s                     |                           |

## Abandonos
Michael Woods não completou a etapa depois de sofrer uma queda durante o transcurso da mesma.